# Destruction du patrimoine culturel lors de l'invasion israélienne de la bande de Gaza

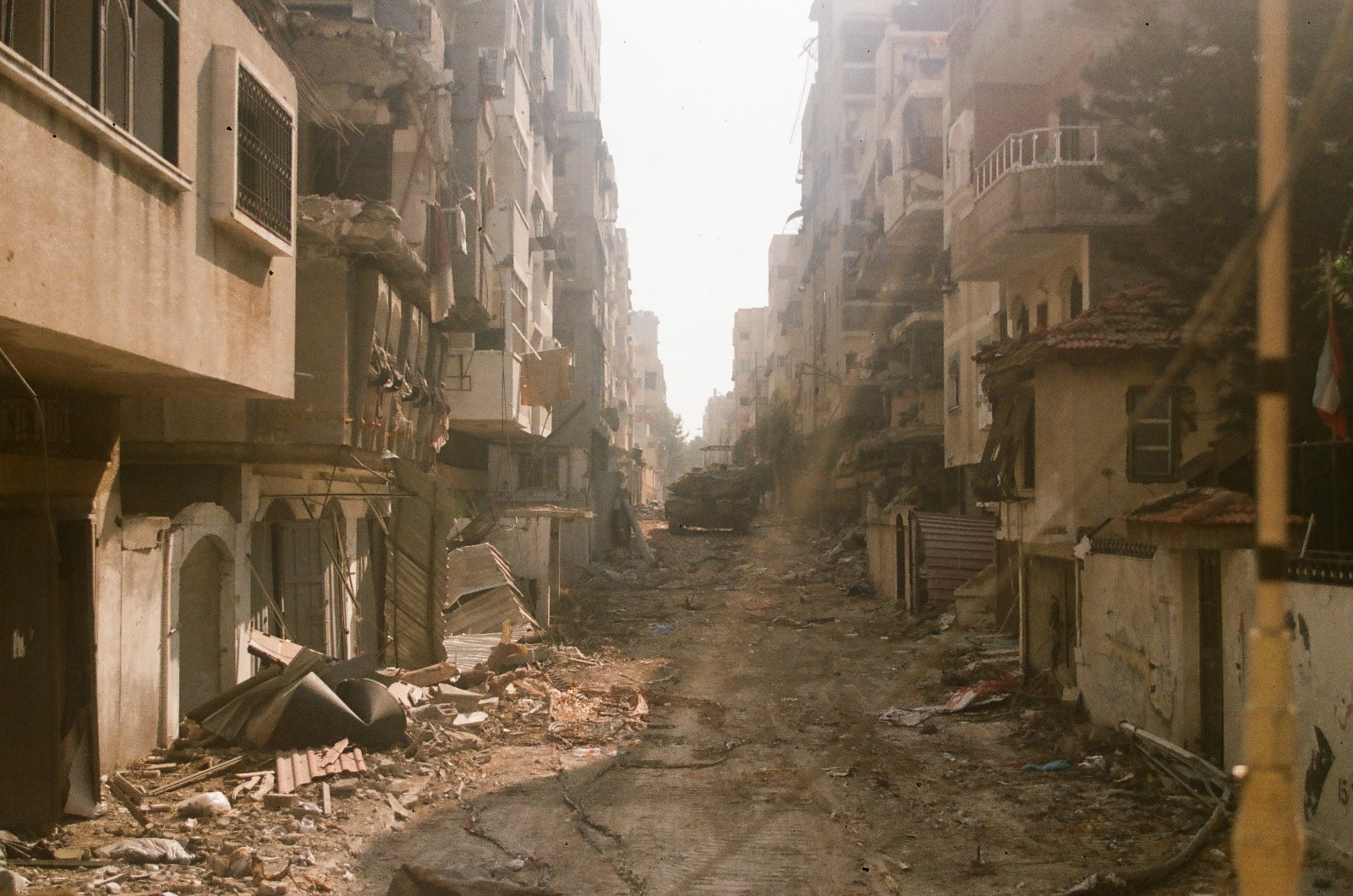
Fin janvier 2024, plus de la moitié des bâtiments de la bande de Gaza ont été endommagés ou détruits à la suite de la guerre à Gaza.

Au cours de l'invasion israélienne de la bande de Gaza, la destruction du patrimoine culturel  a atteint une ampleur extrême : la destruction par Israël du patrimoine culturel de Gaza concerne des centaines de bâtiments, bibliothèques, musées et autres dépositaires du savoir d'importance culturelle ou historique à Gaza, ainsi que la destruction du patrimoine culturel immatériel,. Fin janvier 2024, plus de la moitié des bâtiments de Gaza a été endommagés ou détruits, laissant des zones résidentielles dévastées et 1,7 million de personnes déplacées.
Cette destruction est qualifiée de génocide culturel et l’Afrique du Sud a inclus la destruction du patrimoine culturel à Gaza comme preuve de génocide dans son procès contre Israël devant la Cour internationale de justice.
Le patrimoine culturel fait partie de l’infrastructure civile et incarne le collectif et l’histoire des peuples vivant dans la région. Les sites détruits comprennent des archives, des musées, des mosquées, des églises et des cimetières. La destruction du patrimoine culturel de Gaza par Israël est menée de manière systématique,,,. L’ampleur de ces destructions a amené à la création ou la popularisation de termes comme scolasticide, mémoricide, historicide, écocide, économicide.

## Patrimoine culturel de Gaza
Le patrimoine culturel est transmis de génération en génération et comprend la culture matérielle, comme les œuvres d’art et les bâtiments, et les éléments immatériels, comme les traditions et les modes de vie. En 2017, 32 musées subsistent dans l’État de Palestine, principalement en Cisjordanie, et une enquête de 2010 identifia 13 bibliothèques dans la bande de Gaza. Le patrimoine culturel fait partie des infrastructures civiles.
La bande de Gaza est densément peuplée et connaît un développement urbain important, et les bâtiments modernes sont souvent construits sur des sites archéologiques. En 2023, on compte plus de 300 sites du patrimoine architectural à Gaza, dont une gamme de structures différentes telles que des mosquées, des palais, des écoles et des cimetières. Les catégories de sites historiques les plus courantes selon le ministère du Tourisme et des Antiquités sont les maisons, suivies des tells (site en forme de monticule) et des mosquées.
Les bâtiments historiques et les sites patrimoniaux composant un lieu incarnent son identité et son histoire collectives ; ils sont importants pour la communauté dont ils font partie et sont une extension de son identité. La culture matérielle – les objets physiques – transmis de génération en génération aident à préserver la mémoire des lieux et des événements importants. Pour les Palestiniens déplacés de force de leurs maisons en 1948 pendant la Nakba, les clés de maison devinrent des symboles tangibles des maisons qu'ils ont dû quitter derrière eux. Parlant du patrimoine culturel au sens large, l'archéologue Cornelius Holtorf note : « Si l'on considère que le patrimoine contribue à l'identité des gens, la perte du patrimoine peut contribuer encore davantage à l'identité des gens ».

## Destruction du patrimoine culturel

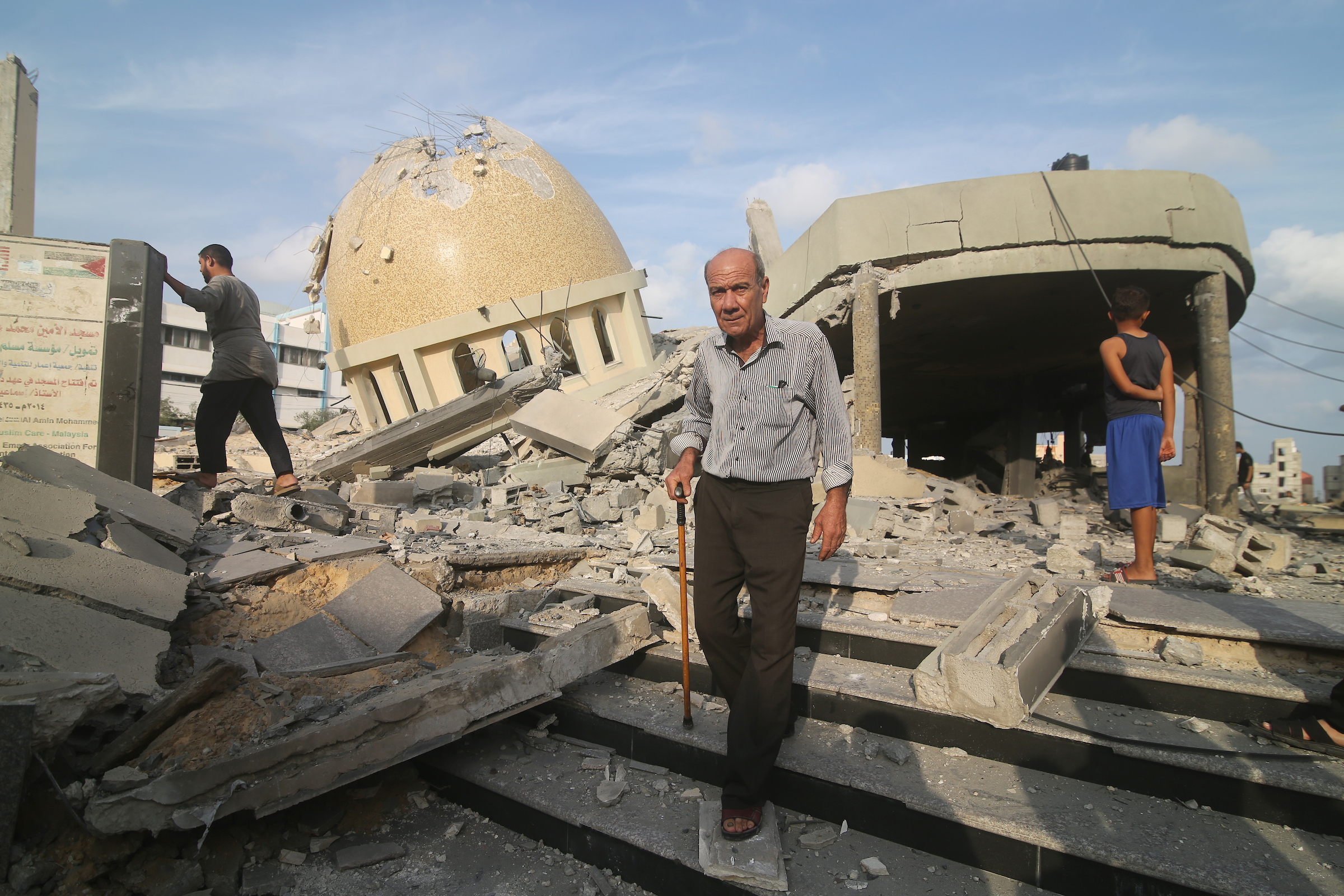
La mosquée al-Amin Muhammad détruite par le bombardement israélien de Khan Younès le 8 octobre 2023.

Les sites culturels sont protégés par la Convention de Genève et la destruction intentionnelle de monuments ou de bâtiments historiques est considérée comme un crime de guerre,. La destruction de lieux et du patrimoine culturel fait souvent partie de la guerre et du génocide et vise à affaiblir une société. Le philosophe Jeff Malpas souligne que le recours à la destruction pour exercer une autorité et un contrôle sur d’autres groupes constitue un problème important dans les relations israélo-palestiniennes. Selon les conclusions de la mission d'enquête des Nations Unies sur le conflit de Gaza de 2008-2009, « les destructions et les violences disproportionnées contre les civils font partie d'une politique délibérée ».
Le ministère palestinien de la Culture publia des rapports sur l'impact de la guerre sur le patrimoine culturel de Gaza. En février 2024, ils signalent 44 personnes impliquées dans les arts et la culture tuées à cause de la guerre et environ 200 bâtiments historiques endommagés ou détruits, ainsi que 12 musées et de nombreux centres culturels. À Gaza, plus de la moitié des bâtiments sont endommagés ou détruits. Les destructions ont dévasté des zones résidentielles, provoquant le déplacement forcé de 1,7 million de personnes. L'UNESCO procède actuellement à une évaluation des dégâts. En raison de l'impossibilité d'accéder à Gaza, l'impact a pu être vérifié sur un nombre plus restreint de sites : 50 au 10 juin 2024. Selon la Banque mondiale, plus de 300 millions de dollars US de dommages ont été causés au patrimoine culturel de Gaza à la fin janvier 2024, une partie des 18 milliards de dollars US de dommages causés à la totalité des infrastructures de Gaza.

## Événements
Le 7 octobre 2023, le Hamas lance une attaque contre Israël, tuant plus d’un millier de personnes (dont plus de 800 civils) et prenant quelque 251 otages. En réponse, Israël envahit la bande de Gaza, et provoque au cours des mois suivants, la mort de plus de 30 000 civils (en février 2024), dont la majorité sont des femmes et des enfants, et cause d'importants dégâts contre les infrastructures civiles. Une analyse de la BBC révèle qu’à la fin janvier 2024, plus de la moitié des bâtiments de Gaza ont été endommagés ou détruits. La campagne de bombardements menée par Israël est l’une des plus destructrices de l’histoire récente.
Le musée culturel d'Al-Qarara est détruit par un bombardement israélien au début du conflit. D'autres musées sont endommagés ou pillés pendant le conflit, notamment le musée d'Akkad à Khan Younès et le musée de Rafah. Le 8 octobre, des chercheurs découvrent des dégâts causés par des roquettes dans le cimetière romain d'Ard-al-Moharbeen. Le port antique d'Anthédon est complètement détruit.

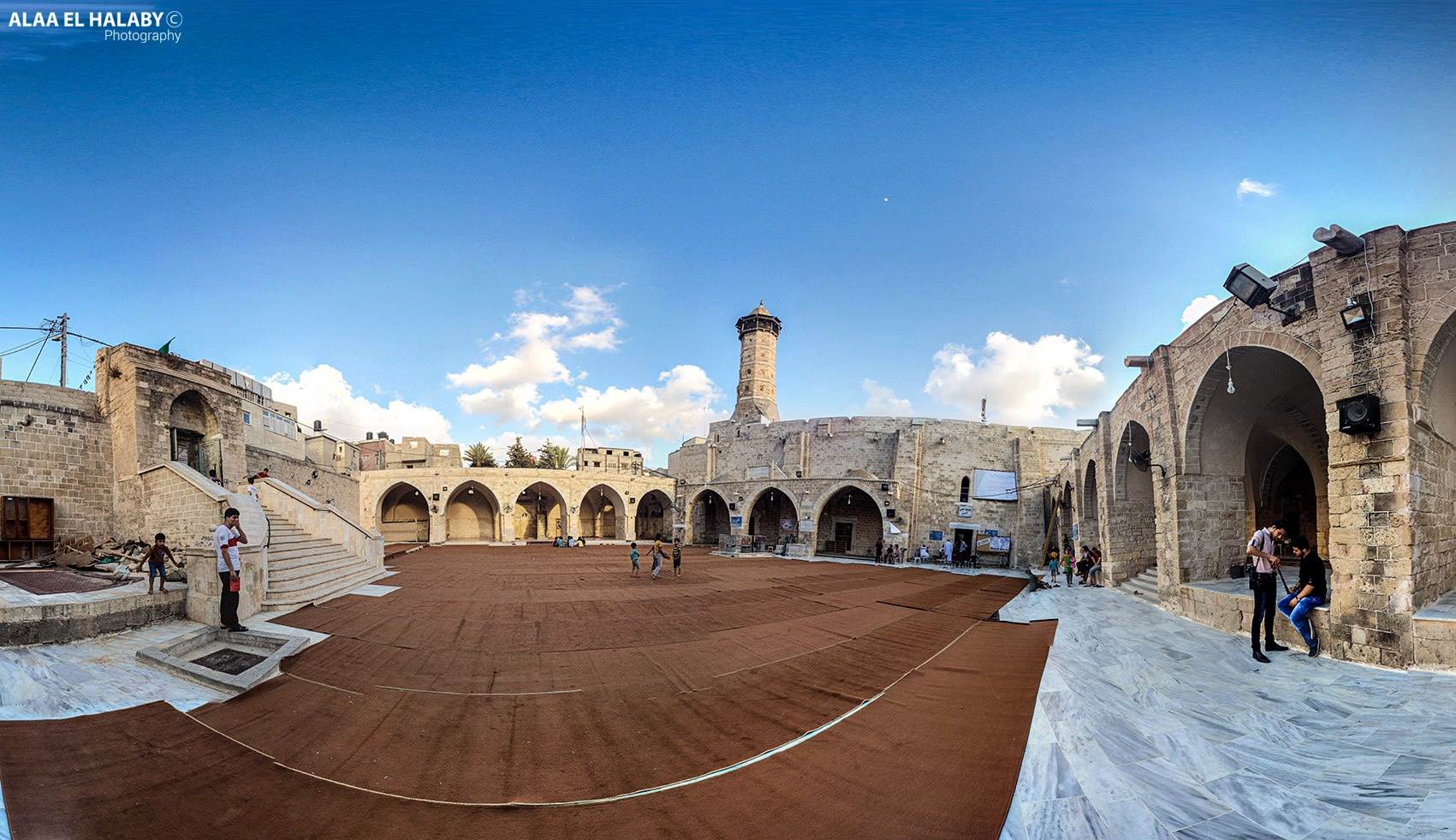
La Grande Mosquée Omari de la ville de Gaza (photographiée en 2015) a été touchée par un bombardement israélien lors de l'invasion.

Un rapport de Heritage for Peace (en) identifia huit mosquées endommagées ou détruites pendant la guerre. La mosquée Sayed al-Hashim (en) est ravagée par les flammes lors d'un bombardement israélien. Le 19 octobre, une bombardement touche le campus de l'église Saint-Porphyre, la plus ancienne église de Gaza. Des centaines de civils s'y étaient réfugiés au moment de l'attaque qui a fait 18 morts, dont plusieurs enfants,,.

« Israël a pris pour cible des mosquées et des églises anciennes, qui sont des symboles d’importance à la fois historique et religieuse. Ces sites transcendent la matérialité ; ils sont des réceptacles de la foi et de la tradition, préservant l’héritage architectural local et représentant la longue histoire de la coexistence interreligieuse à Gaza. »

— Mariam Shah
Tell es-Sakan, un site archéologique datant de l'âge du bronze au sud de la ville de Gaza, et Tell Ruqiash, un site fortifié de l'âge du fer près de Deir el-Balah, sont endommagés par des bombardements. Le Qasr al-Basha médiéval (également connu sous le nom de palais du Pacha) est laissé en ruines après les bombardements israéliens,. Selon l'analyse des photographies aériennes par le Projet d'archéologie maritime de Gaza, des sites archéologiques tels que Tell el-Ajjul et Maiuma (en) ont subi des dommages causés par des bombardements en novembre 2023.
Le 25 novembre, le centre culturel Rashad Shawa (en) est détruit par des bombardements israéliens alors qu'il sert comme abri pour des centaines de civils. Le site contenait un théâtre et une bibliothèque où était stockée des dizaines de milliers de livres,,. D'autres bibliothèques, dont la bibliothèque municipale de Gaza, la bibliothèque Enaim, la bibliothèque Al-Nahda, la bibliothèque Al-Shorouq Al-Daem et l'Institut de développement éducatif Kana'an, sont signalées comme endommagées ou détruites en novembre et décembre 2023,.
En décembre, les bombardements israéliens détruisent les Archives centrales de la ville de Gaza, contenant des milliers de documents historiques importants,. Le hamam al-Sammara (en) dans le quartier Zeitoun (en) de la vieille ville est détruit le même mois,. La mosquée Omari – la plus ancienne mosquée de Gaza – est touchée par un bombardement aérien israélien en décembre, ne laissant intact que le minaret,. La mosquée abritait également l'une des bibliothèques les plus importantes de Palestine ; les livres rares de sa collection, qui ont survécu aux croisades et à la Première Guerre mondiale, furent détruits lors du bombardement,. Le Marché de l'or (en) voisin est également détruit,.

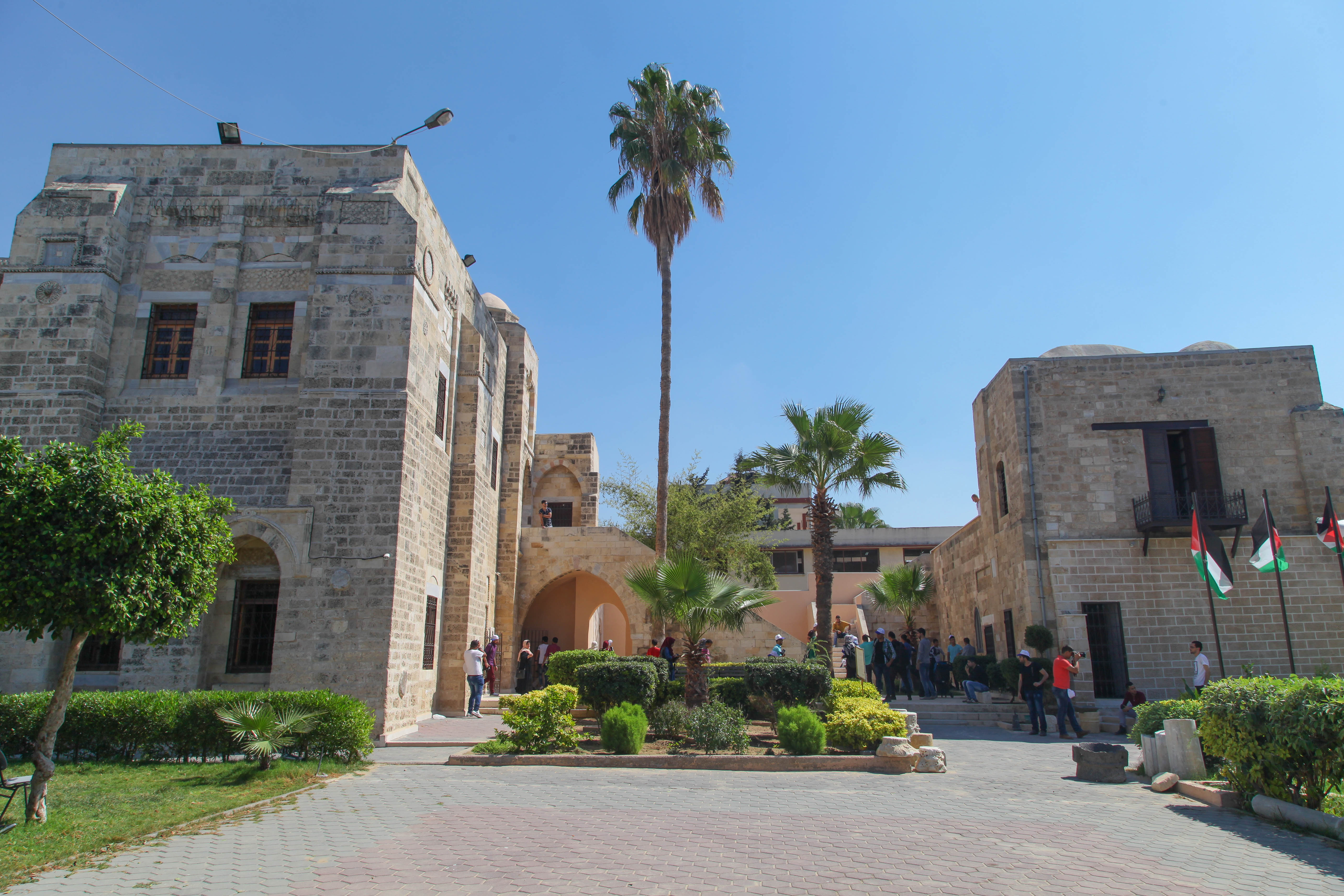
Le Qasr al-Basha, datant du XIIIe siècle, dans la vieille ville de Gaza (photographié en 2016), est bombardé puis démoli au bulldozer lors de l'invasion.

Une enquête menée par CNN utilisant des images satellites identifia seize cimetières à Gaza endommagés à cause du conflit. Les forces de défense israéliennes ont utilisé des bulldozers pour raser les cimetières et déterrer les corps. Dans certains cas, Tsahal installa des positions fortifiées au-dessus des cimetières. Un cimetière romain découvert en 2022 a également été gravement endommagé par les bombardements.
Le 17 janvier 2024, l'armée israélienne utilise des mines pour détruire le bâtiment principal de l'université d'Israa. La destruction du site comprend sa bibliothèque et son musée national. Selon l'université, les forces israéliennes ont confisqué plus de 3 000 objets du musée avant sa destruction,. En mai, la police militaire de Tsahal (en) a ouvert une enquête sur une vidéo montrant des soldats israéliens en train de brûler des livres, dont un Coran dans une mosquée de Rafah ainsi que des livres à la bibliothèque de l'université al-Aqsa.

## Réponse internationale
Le 14 décembre 2023, l'UNESCO accorde une « protection provisoire renforcée » au monastère Saint-Hilarion, l'un des plus anciens monastères du Moyen-Orient. Dans son communiqué, l'agence appelle à la protection des sites du patrimoine pendant la guerre : « Si la priorité est donnée à juste titre à la situation humanitaire, la protection du patrimoine culturel sous toutes ses formes doit également être prise en compte. Les biens culturels ne doivent pas être ciblés ou utilisés à des fins militaires, car ils sont considérés comme des infrastructures civiles ». Lors de sa session suivante en juillet, l'UNESCO ajoute le monastère de Saint-Hilarion / Tell Umm el-‘Amr à la liste des sites du patrimoine mondial ; il fut également ajouté à la liste du patrimoine mondial en péril en raison de la guerre en cours.
En décembre 2023, l'Afrique du Sud porte plainte devant la Cour internationale de justice, alléguant un génocide contre le peuple palestinien commis par Israël, citant parmi ses preuves la destruction du patrimoine culturel. Israël nie ces accusations en affirmant que sa campagne se limite à des cibles militaires.
En janvier, le Palestine Exploration Fund publie une déclaration condamnant la destruction à Gaza ainsi que l'attaque du Hamas du 7 octobre ; l'association annonce également ne pas financer ni de publier de recherches portant sur des biens illégalement pillés de Palestine. En février 2024, l'Institut de conservation (en) publie une déclaration contre la destruction du patrimoine palestinien. Selon l'Association des études du Moyen-Orient (en), « la notion même de peuple palestinien est elle-même attaquée par la politique israélienne de destruction du patrimoine archéologique, religieux et culturel de Gaza ». Un groupe d'experts de l'ONU commente également la destruction du patrimoine culturel : « les fondements de la société palestinienne sont réduits en ruines et leur histoire est effacée ».
La destruction et les menaces qui pèsent sur les matériaux physiques conduisent à des efforts accrus pour numériser les œuvres. Selon Mahmoud Hawari (en), ancien directeur du Musée palestinien, la destruction intentionnelle du patrimoine culturel palestinien « démontre l'intention des dirigeants politiques et militaires israéliens de détruire le peuple palestinien et son identité culturelle ».